# ジョエリントン・カッシオ・アポリナリオ・デ・リラ
ジョエリントン・カッシオ・アポリナリオ・デ・リラ（Joelinton Cassio Apolinário de Lira，1996年8月14日 - ）は、ブラジル・ペルナンブーコ州アリアンツァ出身のサッカー選手。ポジションはミッドフィールダー。ニューカッスル・ユナイテッドFC所属。ブラジル代表。
元々はストライカーとしてプレーしていた選手だが、2021-22シーズンにエディ・ハウ監督によりボランチで起用されるとコンバート以前を上回る活躍を見せ、そのポジションに定着した。

## 経歴

### クラブ
2015年6月、18歳の若さでTSG1899ホッフェンハイムに引き抜かれた。
その後、オーストリアへ武者修行に出されるが、2018-19シーズンに復帰。開幕節のFCバイエルン・ミュンヘン戦に先発した。9月22日のボルシア・ドルトムント戦で初得点。その後はマルク・ウートの後釜としてホッフェンハイムのエースストライカーになり、リーグ戦7得点を挙げた。
2019年7月23日、ニューカッスル・ユナイテッドFCと6年契約を結んだ。背番号は9。ホッフェンハイムにとっては2016年にロベルト・フィルミーノをリヴァプールFCに放出した際に得た4100万ユーロを上回るクラブレコードの移籍金であることが発表された。リーグ戦初得点は8月25日のトッテナム・ホットスパーFC戦で記録した。移籍したサロモン・ロンドンの後継者として期待を寄せられていたが、トッテナム戦以降は第10節を終えてわずか1得点とニューカッスルのチームとしての得点力不足を象徴した。このシーズンはリーグ戦全試合に出場したにも関わらず2ゴールにとどまった。
2020-21シーズンもリーグ戦31試合でわずか4ゴールにとどまり、ほとんど活躍できなかった。
2021-22シーズンには背番号を7へ変更。なお昨シーズンまで自身が背負っていた9番はカラム・ウィルソンが背負うことになった。2021年10月にクラブがサウジアラビアのPIFにより買収され、エディ・ハウが監督に就任してからはミッドフィールダーにコンバートされた。その大きな体格で競り合いにも強く、守備でも泥臭く強く奔走でき多くのクリア回数を記録するなどの活躍を見せ、2022-23シーズンにおけるチームのUEFAチャンピオンズリーグ出場権獲得に大きく貢献。2023-24シーズン以降もスタメンとして重要な役割を担っている。

### 代表
2023年6月17日、ギニア代表との親善試合でA代表初出場。

## 個人成績

### クラブ
2023-24シーズン終了時点
| クラブ                       | シーズン     | リーグ戦                     | リーグ戦 | リーグ戦 | 国内カップ | 国内カップ | リーグカップ | リーグカップ | 国際大会 | 国際大会 | その他 | その他 | 合計 | 合計 |
| クラブ                       | シーズン     | ディビジョン                 | 出場     | 得点     | 出場       | 得点       | 出場         | 得点         | 出場     | 得点     | 出場   | 得点   | 出場 | 得点 |
| ---------------------------- | ------------ | ---------------------------- | -------- | -------- | ---------- | ---------- | ------------ | ------------ | -------- | -------- | ------ | ------ | ---- | ---- |
| スポルチ・レシフェ           | 2014         | セリエA                      | 7        | 2        | 1          | 0          | -            | -            | -        | -        | 1      | 0      | 9    | 2    |
| スポルチ・レシフェ           | 2015         | セリエA                      | 5        | 1        | 5          | 1          | -            | -            | -        | -        | 20     | 3      | 30   | 5    |
| スポルチ・レシフェ           | 通算         | 通算                         | 12       | 3        | 6          | 1          | -            | -            | -        | -        | 21     | 3      | 39   | 7    |
| ホッフェンハイム             | 2015-16      | ドイツ・ブンデスリーガ       | 1        | 0        | 0          | 0          | -            | -            | 0        | 0        | -      | -      | 1    | 0    |
| ホッフェンハイム             | 2016-17      | ドイツ・ブンデスリーガ       | 28       | 7        | 2          | 3          | -            | -            | 5        | 1        | -      | -      | 35   | 11   |
| ホッフェンハイム             | 通算         | 通算                         | 29       | 7        | 2          | 3          | -            | -            | 5        | 1        | -      | -      | 36   | 11   |
| ラピード・ウィーン (loan)    | 2016-17      | オーストリア・ブンデスリーガ | 33       | 8        | 5          | 3          | -            | -            | 10       | 2        | -      | -      | 48   | 13   |
| ラピード・ウィーン (loan)    | 2017-18      | オーストリア・ブンデスリーガ | 27       | 7        | 4          | 1          | -            | -            | 0        | 0        | -      | -      | 31   | 8    |
| ラピード・ウィーン (loan)    | 通算         | 通算                         | 60       | 15       | 9          | 4          | -            | -            | 10       | 2        | -      | -      | 79   | 21   |
| ニューカッスル・ユナイテッド | 2019-20      | プレミアリーグ               | 38       | 2        | 6          | 2          | 0            | 0            | -        | -        | -      | -      | 44   | 4    |
| ニューカッスル・ユナイテッド | 2020-21      | プレミアリーグ               | 31       | 4        | 1          | 0          | 4            | 2            | -        | -        | -      | -      | 36   | 6    |
| ニューカッスル・ユナイテッド | 2021-22      | プレミアリーグ               | 35       | 4        | 0          | 0          | 1            | 0            | -        | -        | -      | -      | 36   | 4    |
| ニューカッスル・ユナイテッド | 2022-23      | プレミアリーグ               | 32       | 6        | 1          | 0          | 7            | 2            | -        | -        | -      | -      | 40   | 8    |
| ニューカッスル・ユナイテッド | 2023-24      | プレミアリーグ               | 20       | 2        | 1          | 0          | 2            | 0            | 4        | 1        | -      | -      | 27   | 3    |
| ニューカッスル・ユナイテッド | 通算         | 通算                         | 156      | 18       | 9          | 2          | 14           | 4            | 4        | 1        | -      | -      | 183  | 25   |
| キャリア通算                 | キャリア通算 | キャリア通算                 | 257      | 43       | 26         | 10         | 14           | 4            | 19       | 4        | 21     | 5      | 337  | 64   |

### 代表
試合数
2023年11月21日現在
- 国際Aマッチ 5試合 1得点（2023年 - ）

| ブラジル代表 | 国際Aマッチ | 国際Aマッチ |
| 年           | 出場        | 得点        |
| ------------ | ----------- | ----------- |
| 2023         | 5           | 1           |
| 通算         | 5           | 1           |

得点
| # | 開催日        | 開催地                     | 対戦国 | スコア | 結果 | 大会     |
| - | ------------- | -------------------------- | ------ | ------ | ---- | -------- |
| 1 | 2023年6月17日 | バルセロナ、RCDEスタジアム | ギニア | 1-0    | 4-1  | 親善試合 |